# Леваллуазька техніка

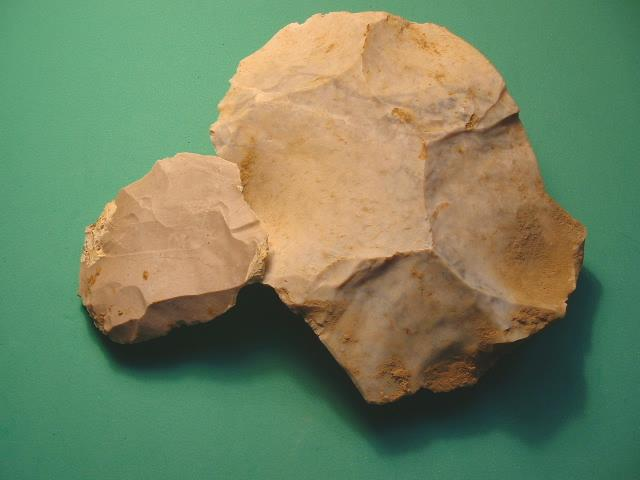
Нуклеус, оброблений за допомогою леваллуазької техніки

Обробка кременю за технікою Леваллуа

Леваллуазька техніка — в археології, характерна для епохи стародавнього палеоліту техніка обробки каменю.
Першим, хто дав чітке визначення цього терміна, був французький дослідник Франсуа Борд. Названа по характерному давньопалеолітичному місцезнаходженню Леваллуа-Перре (Levallois-Perret), поблизу Парижа. Полягає в ретельній попередній обивці нуклеуса (ядрища), що здобуває завдяки цьому схожість з панциром черепахи (черепахоподібний нуклеус). Така оббивка зумовлювала правильну форму овальних, прямокутних або трикутних відщепів і пластин, які відколювалися від нуклеуса і служили для виготовлення різних знарядь. Леваллуазька техніка з'явилася в середині ашельського часу (див. ашельська культура) і була поширена протягом пізньоашельского і мустьєрського часу (див. Мустьєрська культура) у окремих груп людей на всіх територіях, заселених в стародавньому палеоліті (див. Кам'яна доба). Леваллуазька техніка співіснувала з іншими технічними прийомами обробки каменю.
Леваллуазска техніка — великий крок вперед в порівнянні з попередніми їй шельскою та клектонською.